# کاکتوس بوته‌ای
کاکتوس بوته‌ای (نام علمی: Espostoa frutescens) نام یک گونه از سرده کاکتوس‌های سپیدمو است.